# نيستور بيتانا
نيستور فابيان بيتانا (بالإسبانية: Néstor Fabián Pitana)‏، (مواليد 17 يونيو 1975)، هو حكم كرة قدم دولي أرجنتيني وممثل سابق. أصبح حكم دولي بعام 2010 وأدار عدة مباريات بتصفيات كأس العالم 2014، وعين لتمثيل الأرجنتين في كأس العالم 2014 التي أقيمت بالبرازيل، تم اختياره كثامن أفضل حكم بالمسابقة.

## إدارة المباريات

### كأس العالم
| كأس العالم لكرة القدم 2014 – البرازيل | كأس العالم لكرة القدم 2014 – البرازيل | كأس العالم لكرة القدم 2014 – البرازيل | كأس العالم لكرة القدم 2014 – البرازيل | كأس العالم لكرة القدم 2014 – البرازيل |
| تاريخ                                 | مباراة                                | مكان                                  | الملعب                                | جولة                                  |
| ------------------------------------- | ------------------------------------- | ------------------------------------- | ------------------------------------- | ------------------------------------- |
| 17 يونيو 2014                         | روسيا – كوريا الجنوبية                | كويابا                                | ميدان بنتانال                         | مرحلة المجموعات                       |
| 22 يونيو 2014                         | الولايات المتحدة – البرتغال           | ماناوس                                | أرينا دا أمازونيا                     | مرحلة المجموعات                       |
| 25 يونيو 2014                         | هندوراس – سويسرا                      | ماناوس                                | أرينا دا أمازونيا                     | مرحلة المجموعات                       |
| 04 يوليو 2014                         | فرنسا – ألمانيا                       | ريو دي جانيرو                         | ملعب ماراكانا                         | ربع النهائي                           |
| كأس العالم لكرة القدم 2018 – روسيا    |                                       |                                       |                                       |                                       |
| تاريخ                                 | مباراة                                | مكان                                  | الملعب                                | جولة                                  |
| 14 يونيو 2018                         | روسيا – السعودية                      | موسكو                                 | ملعب لوجنيكي                          | مرحلة المجموعات                       |
| 27 يونيو 2018                         | المكسيك – السويد                      | يكاترينبورغ                           | الملعب المركزي (يكاترينبورغ)          | مرحلة المجموعات                       |
| 01 يوليو 2018                         | كرواتيا – الدنمارك                    | نيجني نوفغورود                        | ملعب نيجني نوفغورود                   | دور الستة عشر                         |
| 06 يوليو 2018                         | الأوروغواي – فرنسا                    | نيجني نوفغورود                        | ملعب نيجني نوفغورود                   | ربع النهائي                           |
| 15 يوليو 2018                         | فرنسا – كرواتيا                       | موسكو                                 | ملعب لوجنيكي                          | النهائي                               |

## وصلات خارجية
- نيستور بيتانا على موقع IMDb (الإنجليزية)
- نيستور بيتانا على موقع Soccerway.com (الإنجليزية)
- نيستور بيتانا على موقع أوليمبيديا (الإنجليزية)
- ملف تعريفي لنيستور بيتانا موقع Football–Lineups

| سبقه نيكولا ريتزولي | حكم المبارة النهائية في كأس العالم 2018 | تبعه يحدد لاحقاً |